# 菅沼曲水
菅沼 曲水（すがぬま きょくすい、万治2年（1659年） - 享保2年7月20日（1717年8月26日））は、近江国膳所（現・滋賀県大津市）出身の武士、俳人。または曲翠とも。本名は菅沼定常、通称は外記、別号は馬指堂。菅沼定澄の子で、徳川家康に従った菅沼定盈の曾孫に当たる。膳所藩（康俊系の本多家）では中老という重職に就き、また近江における松尾芭蕉の門人グループ・近江蕉門の重鎮として、芭蕉を経済的にもサポートした｡　
江戸在府中に芭蕉の門人となる。芭蕉が初対面での印象を「ただ者に非ず」と感じたとされる。また後年の著書「幻住庵記」に「勇士曲水」との記述を残しているように、清廉な人柄であったようである。
「奥の細道」の旅を終えた芭蕉は元禄3年（1690年）、近江膳所を初めて訪れた。その際に避暑地の住処として、伯父である菅沼定知の別荘を手入れし提供したのが幻住庵である。芭蕉はここに4月から7月までの間滞在し、「石山の奥、岩間のうしろに山あり、国分山といふ」との書き出しで有名な「幻住庵記」を著す｡
享保2年（1717年）、不正を働く家老・曽我権太夫を槍で一突きにして殺害し、自らもその際に切腹した。墓所は義仲寺にある。

## 作品
- ”おもふこと だまってゐるか ひきがえる”
- ”念入れて 冬からつぼむ 椿かな”

## 関連書籍
- 「風狂の人〜菅沼曲水〜」2007年 文芸社

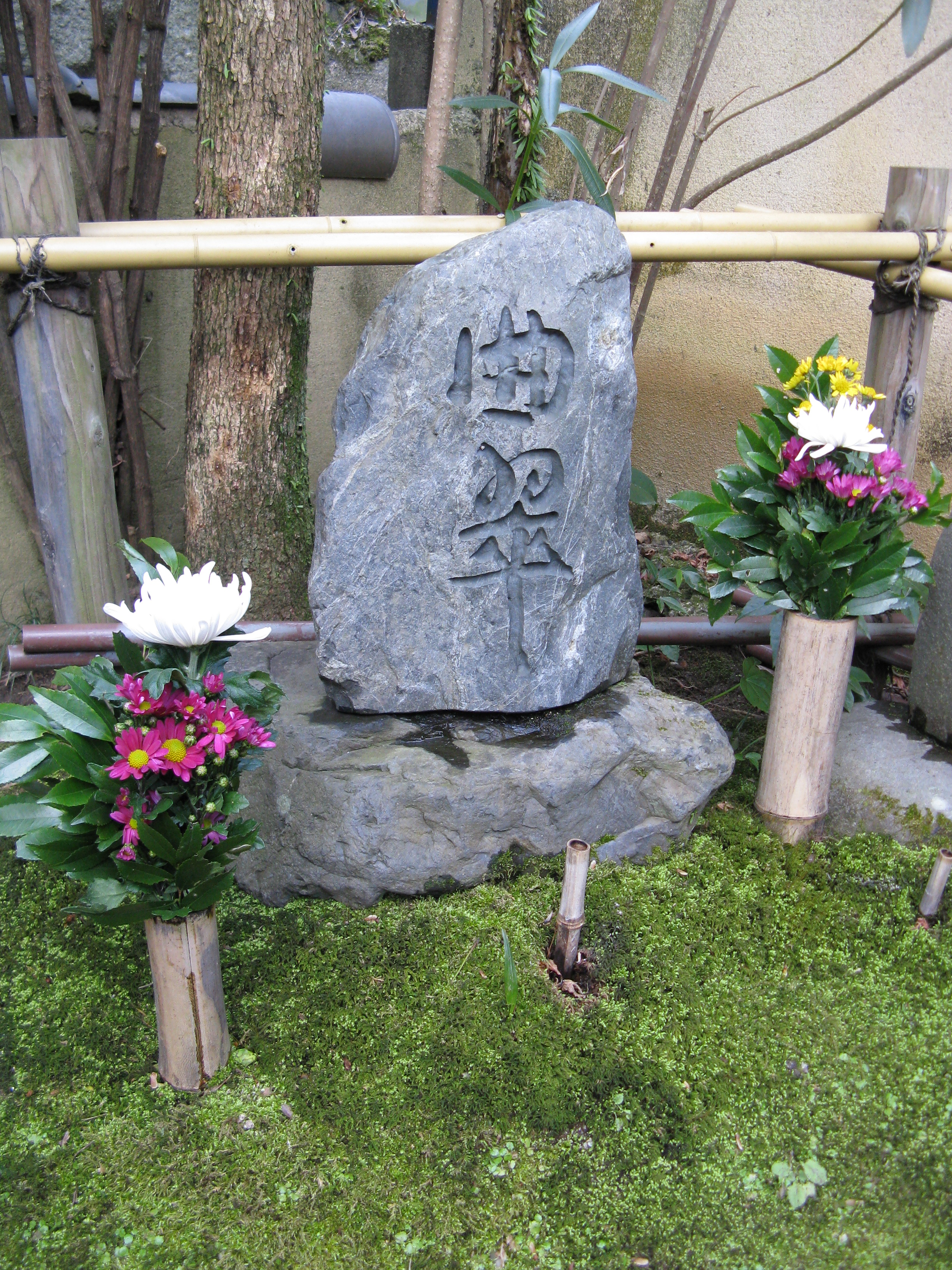
義仲寺にある墓所